# Saragossaopening
De Saragossaopening is een relatief onbekende opening in het schaken. Deze opening is genoemd naar de Spaanse stad Zaragoza. In 1922 werd daar een thematoernooi georganiseerd waar alle partijen verplicht met 1.c3 moesten beginnen. Deelnemers aan dit toernooi waren Siegbert Tarrasch, Paul Leonhardt, en Jacques Mieses. Tarrasch won het toernooi.

## 1. c3
Zwart heeft hier de volgende (redelijke) zetten tot zijn beschikking:
1. ...c5
1. ...d5
1. ...e5
1. ...f5
1. ...Pf6
Bijvoorbeeld:

## 1. ...c5
1.c3 c5 2.d4 e6 3.Pf3 Pf6 4.Lg5 d5 5.e3 Pc6 6.Pd2 Le7 7.Ld3 0-0 8.0-0 b6 9.Pe5 Lb7 10.f4 h6 11.Lh4 Pd7 12.Lxe7 Dxe7 13.Dh5 Pdxe5 14.fxe5 Dg5 15.De2 f5 16.exf6 Txf6 17.Txf6 Dxf6 18.Tf1 De7 19.Dg4 Tf8 20.Dg6 Txf1+ 21.Pxf1 Df7
En de stelling is in evenwicht.

## 1. ...d5
1.c3 d5 2.d4 Pf6 3.Lg5 e6 4.Pd2 Le7 5.e3 0-0 6.Ld3 Pbd7 7.f4 c5 8.Pgf3 b6 9.0-0 Lb7 10.Pe5 Pe4 11.Lxe7 Dxe7 12.Pxd7 Dxd7 13.Dc2 Pxd2 14.Dxd2 f5 15.De2 c4 16.Lc2 Tf6 17.Tf3
En de stelling is volkomen in evenwicht.

## 1. ...e5
1.c3 e5 2.d4 exd4 3.cxd4 d5 4.Pc3 Pf6 5.Lg5 Le7 6.e3 0-0 7.Ld3 Pbd7 8.Dc2 Te8 9.Pge2 Pf8 10.0-0 c6 11.f3 Le6 12.Tad1 Tc8 13.Kh1 a6 14.e4 dxe4 15.fxe4 Pg4 16.Lc1 Lg5 17.h3 Le3 18.Pg1 Lxg1 19.Txg1 Dh4 20.Tgf1 Ted8 21.Kg1 Pf6
En met Tf4 heeft wit een beslissend voordeel.

## 1. ...f5
1.c3 f5 2.d4 Pf6 3.Lg5 e6 4.Pd2 d5 5.e3 Le7 6.Pgf3 0-0 7.Ld3 Pbd7 8.0-0 Pe4 9.Lxe7 Dxe7 10.c4 c6 11.cxd5 exd5 12.Tc1 Tf6 13.Te1 Th6 14.Da4
En de stelling is volkomen in evenwicht.

## 1. ...Pf6
1.c3 Pf6 2.d4 g6 3.Lg5 Lg7 4.Pd2 d5 5.e3 0-0 6.Ld3 Pbd7 7.f4 c5 8.Pgf3 Db6 9.Tb1 Pg4 10.De2 f6 11.Lh4 e5 12.fxe5 fxe5 13.dxc5 Pxc5 14.e4 Pxd3+ 15.Dxd3 dxe4 16.Pxe4 Lf5 17.De2 Pe3 18.Kf2
En zwart staat verloren.